# Ynyr Gwent
Ynyr Gwent (latino: Honorius; inglese: Honorius; attorno al 430) è stato un sovrano della metà del V secolo che regnò su quel reame che da lui prese il nome di Gwent.

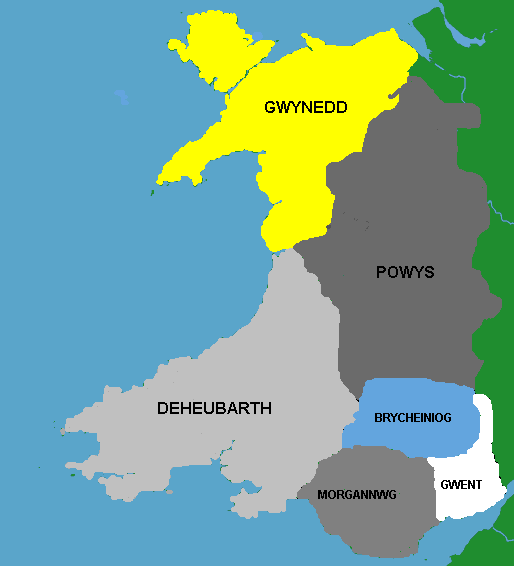
Regni medioevali del Galles.

Una tradizione tarda lo indica come figlio di Prine Dyfnwal o (Dyfed) e poi nipote discendente dell'imperatore Magno Massimo, sebbene ciò sia lontano dal vero. Certamente venne chiamato come l'imperatore Onorio.
Per reclamare il trono, Ynyr sposò la figlia ed erede di re Vortimer, Madrun (forse una lontana cugina), fondando, in questo modo, una dinastia che regnerà fino alla conquista normanna (XI secolo). Ynyr potrebbe essere identificato con l'Ynwyl di Caer-Teim (oggi Cardiff) di cui parla il romanzo medioevale di Gereint ed Enid. 
Il re potrebbe essersi sposato una seconda volta con Derwela, sorella del principe Amon il Nero, la cui prima moglie era sorella della prima moglie di Ynyr. Si pensa che sia stato convertito al Cristianesimo da san Beuno, forse in tardissima età, sebbene si potrebbe trattare di un caso di omonimia. 
Dopo la morte di Ynyr, il trono del Gwent andò al primogenito Iddon.